# نيكولا هاردينغ
نيكولا هاردينغ (بالإنجليزية: Nicola Harding)‏ (12 يونيو 1982 بليفربول في المملكة المتحدة - ) هي لاعبة كرة قدم بريطانية في مركز الدفاع. لعبت مع مانشستر سيتي ونادي ليفربول لكرة القدم للسيدات وBlackburn Rovers W.F.C. ‏ ونادي إيفرتون للسيدات ومانشستر سيتي للسيدات.